# 姚培原
姚培原（？—？），安徽桐城人，是一名清朝政治人物。
姚培原曾于1790年接替李维梅任南汇县知县一职，1791年由胡志熊接任。